# G.212 (航空機)

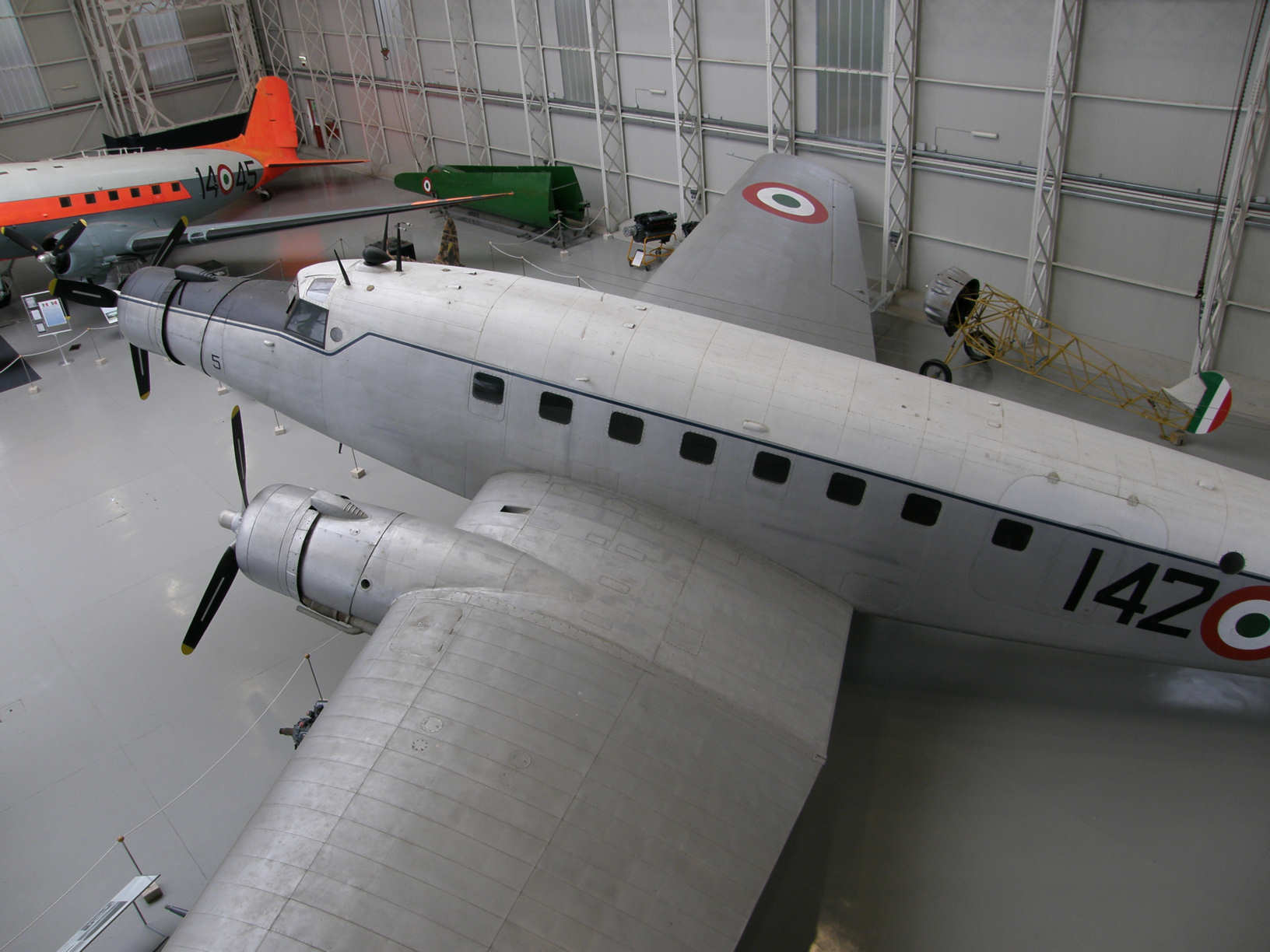
FIAT G.212

フィアット G.212 (Fiat G.212) とは、イタリアのフィアット社が1947年頃に製造したレシプロ3発旅客機で、"Aula Volante" と通称された。機首および両翼に各1機のエンジンを搭載した "G.12" シリーズ中の1機種。
1949年5月、イタリアのサッカークラブ「ACトリノ」（後のトリノFC）の主力メンバーほとんどを失わせる墜落事故（スペルガの悲劇）を起こしたのはこの "G.212" であった。

## 諸元
- 製造年：1949年
- ウィング・スパン：29.344 m
- 全長：23.402 m
- 全高：8.142 m
- 重量：18,000 kg
- 空虚重量：11,200 kg
- 最高速度：380 km/h (高度3,700 m)
- エンジン：プラット・アンド・ホイットニー製 R-1830 3基
- 航続距離：3,000 km
- 定員：26 ～ 30 名